# Clàssica de Sant Sebastià 1993
La Clàssica de Sant Sebastià 1993, 13a edició de la Clàssica de Sant Sebastià, és una cursa ciclista que es va disputar el 7 d'agost de 1993 sobre un recorregut de 238 km. La cursa formà part de la Copa del món de ciclisme.
Van prendre la sortida 189 corredors, dels quals 176 finalitzaren la cursa.
El vencedor final fou l'italià Claudio Chiappucci, de l'equip (Carrera-Tassoni), que s'imposà en solitari a la meta de Sant Sebastià. Acabaren segon i tercer respevtivament els també italians Gianni Faresin (ZG Mobili-Selle Italia) i Alberto Volpi (Mecair-Ballan).

## Classificació general
|    | Ciclista           | Equip                  | Temps      |
| -- | ------------------ | ---------------------- | ---------- |
| 1  | Claudio Chiappucci | Carrera-Tassoni        | 5h 47' 51" |
| 2  | Gianni Faresin     | ZG Mobili-Selle Italia | + 2"       |
| 3  | Alberto Volpi      | Mecair-Ballan          | + 24"      |
| 4  | Iñaki Gastón       | CLAS-Cajastur          | m. t.      |
| 5  | Marco Giovannetti  | Eldor-Viner            | m. t.      |
| 6  | Bo André Namdvedt  | Subaru-Montgomery      | + 31"      |
| 7  | Bruno Cornillet    | Novemail-Histor        | m. t.      |
| 8  | Maurizio Fondriest | Lampre-Polti           | m. t.      |
| 9  | Massimo Ghirotto   | ZG Mobili-Selle Italia | m. t.      |
| 10 | Stefano Colagè     | ZG Mobili-Selle Italia | m. t.      |